# إل جي جي باد 8.0
إل جي جي باد 8.0 (بالإنجليزية: LG G Pad 8.0)‏ هو حاسوب لوحي من إل جي أليكترونيكس يعمل بنظام أندرويد تم الكشف عنه في 13 مايو 2014، تم طرحه في الأسواق في يوليو 2014.

## الخصائص
- نظام التشغيل: أندرويد
- الكاميرا الأمامية: 1.3 ميجابكسل
- الكاميرا الخلفية: 5 ميجابكسل
- الذاكرة: 2 جيجابايت
- التخزين: 64 جيجابايت